# Port lotniczy Fougamou
Port lotniczy Fougamou (ICAO: FOGF, IATA: FOU) – krajowy port lotniczy położony w Fougamou, w Gabonie.